# Balkanblindmuis
De Balkanblindmuis (Spalax graecus) is een soort blindmuis uit Roemenië en Oekraïne. Behalve deze soort leven er nog twee blindmuizen in Zuidoost-Europa: de Podolskblindmuis (Spalax zemni) uit Oekraïne en de westelijke blindmuis of kleine blindmuis (Nannospalax leucodon), die verder naar het zuiden en westen leeft, van Zuid-Oekraïne tot in Hongarije en Europees-Turkije. De Balkanblindmuis werd vroeger, net als de Podolskblindmuis, als ondersoort beschouwd van de oostelijke blindmuis of grote blindmuis (Spalax microphthalmus).

## Beschrijving
De Balkanblindmuis is een gedrongen knaagdier. De ogen zijn rudimentair en geheel bedekt met een huidmembraan. De staart ontbreekt. De vacht is fluweelachtig en meestal grijzig van kleur. Langs beide zijden van de kop loopt een rij van witte borstelharen. De Balkanblindmuis is 20 tot 31 centimeter lang en 370 tot 570 gram zwaar.

## Gedrag
De Balkanblindmuis leeft ondergronds in zelfgegraven gangen. Deze gangen liggen bij het oppervlak, maar sommige gangen liggen op twee meter diepte. De nestkamer wordt aangelegd onder een hoop aarde, die omhoog wordt geduwd tijdens het graven. Het nest heeft een diameter van 25 tot 35 millimeter. Anders dan de mollen graaft de blindmuis niet met zijn voorpoten, maar met zijn snijtanden, die vrij groot zijn, of met zijn hoofd. De poten duwen de aarde naar achteren. Hij waagt zich zelden bovengronds.
De Balkanblindmuis vindt zijn voedsel ook ondergronds. Hij leeft van wortels en ander plantaardig materiaal. Planten worden onder de grond de gangen ingetrokken. De Balkanblindmuis eet ook landbouwgewassen, en waar hij algemeen voorkomt, wordt hij als een plaagdier beschouwd.
In de lente worden vier à vijf jongen geboren.

## Verspreiding, leefgebied en ondersoorten
De Balkanblindmuis komt voor in vruchtbare steppen, grasvelden en valleien. Er zijn twee ondersoorten: S. g. graecus uit Oekraïne en S. g. istricus uit Roemenië.